# VLS-Mechanismus
Der VLS-Mechanismus (VLS von englisch vapor liquid solid, dt. Dampf-Flüssigkeits-Feststoff-Methode) ist ein Verfahren für die Herstellung von eindimensionalen Strukturen wie Nanodrähten (im englischen oft whisker, dt. Barthaar, genannt) mit Hilfe der katalysatorgestützten chemischen Gasphasenabscheidung (CVD).

## Geschichte

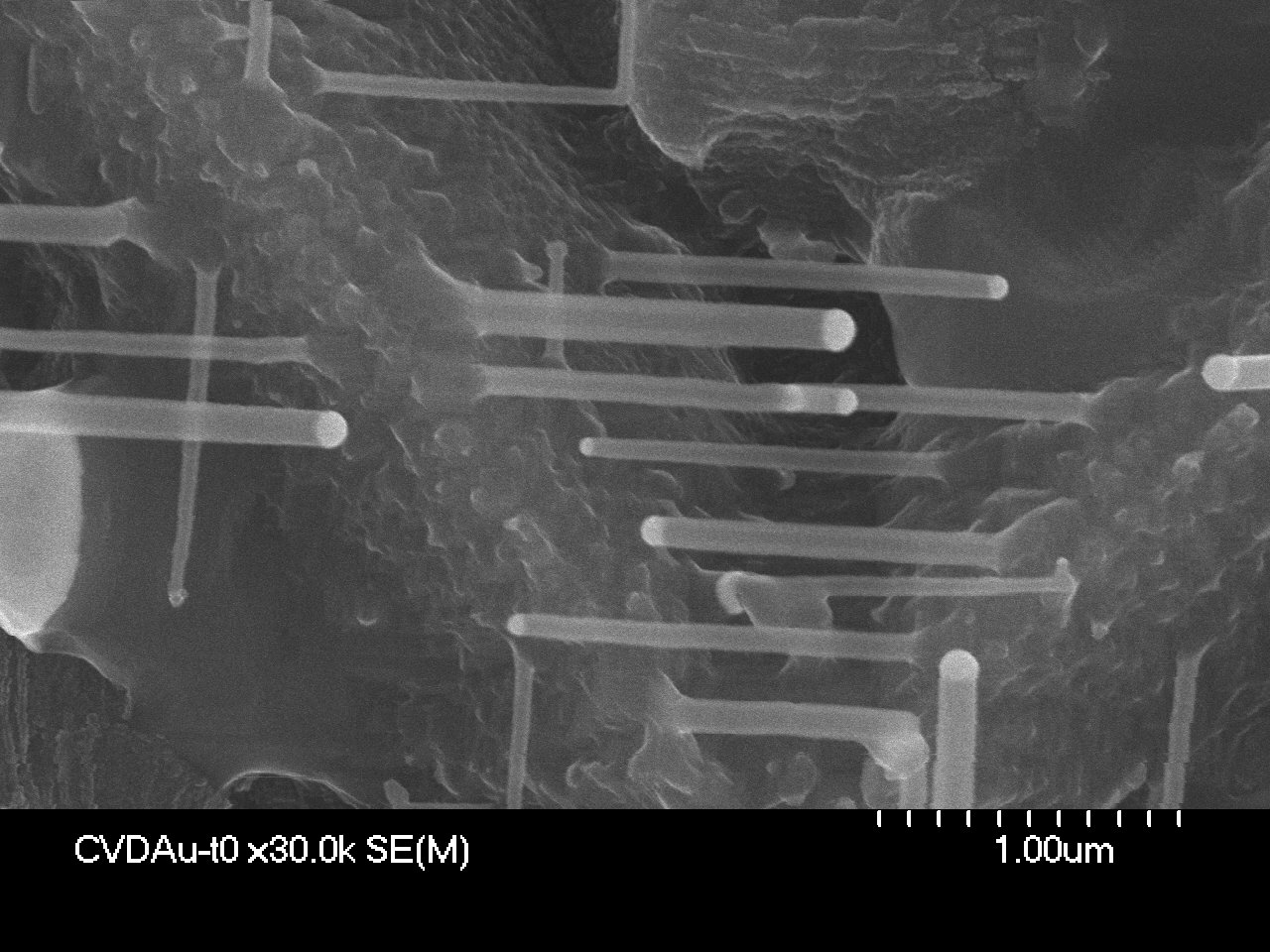
CVD-Wachstum von Silicium-Nanodrähten mittels Goldpartikel-Katalyse

Der VLS-Mechanismus wurde 1964 als eine Erklärung für das Silicium-Nanodrahtwachstum aus der Gasphase in Gegenwart eines flüssigen Gold-Tröpfchen auf einem Silicium-Substrat vorgeschlagen. Angeregt wurde die Erklärung durch das Fehlen von axialen Schraubenversetzungen, die für sich ein Wachstumsmechanismus darstellen, in den Nanodrähten, durch die Notwendigkeit eines Goldtröpfchens für das Wachstum, und die Anwesenheit des Tropfens an der Spitze der Nanodrähte während des gesamten Wachstumsprozesses.

## Funktionsweise
Das Wachstum eines Kristalls durch direkte Adsorption einer Gasphase auf einer festen Oberfläche ist im Allgemeinen sehr langsam. Der VLS-Mechanismus umgeht diesen Umstand durch die Einführung einer katalytisch wirkenden flüssigen Legierungsphase, die durch Übersättigung in der Lage ist, schnell Moleküle oder Atome aus einer Gasphase zu adsorbieren, und aus der das Kristallwachstum anschließend von gebildeten Keimen an der Flüssigkeits-Feststoff-Grenzfläche entsteht. Die physikalischen Eigenschaften von Nanodrähten, die auf diese Weise kontrolliert gewachsen sind, hängen von der Größe und physikalischen Eigenschaften der flüssigen Legierung ab.

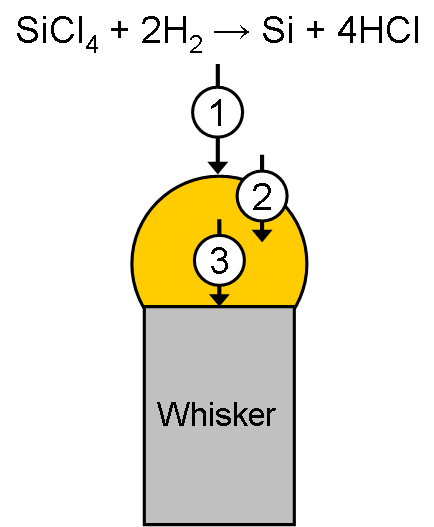
Schematische Darstellung des mit Hilfe einer Metall-Legierung katalysierten Nanodrahtwachstums. Die Darstellung zeigt den Wege der Ausgangsstoffe durch die Tröpfchen auf die Grenzfläche an der das Wachstum stattfindet.

Der VLS-Mechanismus wird in der Regel in drei Phasen beschrieben:
1. Bereitstellung der flüssigen Legierungströpfchen auf dem Substrat, auf dem der Draht wachsen soll
2. Einführung der Reaktionsgase, die an der Oberfläche adsorbieren und in den Tropfen diffundieren
3. Übersättigung und Keimbildung an der Grenzfläche des flüssigen Tropfens und dem festen Untergrund (erst das Substrat, dann der Draht selbst), was zu einem axialen Kristallwachstum führt

Typische Merkmale des VLS-Mechanismus sind eine durch den Einsatz eines Katalysators stark verringerte Aktivierungs- bzw. Reaktionsenergie (im Vergleich zu normalen CVD-Prozessen). Des Weiteren wachsen die Nanostrukturen nur in den Bereichen des Metall-Katalysators und die Größe und Position der Drähte wird durch die Metall-Katalysatoren bestimmt. Dadurch ist die Herstellung von stark anisotropen Strukturen mit einem sehr hohen Aspektverhältnis aus einer Vielzahl von Materialien möglich.

## Voraussetzungen für Katalysatorteilchen
Die Katalysatoren müssen folgende Anforderungen erfüllen:
- Sie müssen eine flüssige Lösung mit dem kristallinen Material bilden.
- Die Löslichkeit des Katalysators muss in der festen und flüssigen Phase des Trägermaterials niedrig sein.
- Das Gleichgewichts-Dampfdruck des Katalysators muss über die flüssige Legierung hinweg klein sein, so dass der Tropfen nicht verdampfen oder im Radius schrumpfen kann, da sonst inhomogene Drähte entstehen oder das Wachstum frühzeitig beendet wird.
- Der Katalysator darf nicht mit den Reaktionsgasen selbst reagieren.
- Die Dampf-Feststoff-, Dampf-Flüssig- und Flüssig-Fest-GrenzflächeneEnergien spielen eine Schlüsselrolle bei der Tröpfchenform und muss deshalb vor der Auswahl eines geeigneten Katalysators bekannt sein. Kleine Kontaktwinkel zwischen den Tropfen und dem Festkörper sind besser geeignet für ein großflächiges Wachstum, während große Kontaktwinkel zu dünneren Strukturen führen.
- Die Fest-Flüssig-Grenzfläche muss kristallographisch gut definiert sein (einkristallin mit einer sehr guten Orientierung auf die gewünschte Kristallfläche), um ein Wachstum von gut ausgerichteten Nanodrähte zu ermöglichen. Gleichzeitig darf die Grenzfläche nicht atomar glatt sein, da Versetzungen für das Wachstum benötigt werden. Andernfalls kann es dazu kommen, dass Atome aus der Lösung keinen definierten Platz an der Oberfläche finden und zufällig Keime bilden.

## Wachstum von Silicium-Nanodrähten

Schematische Darstellung des Silicium-Nanodraht-Wachstums durch die Reaktion von Siliciumtetrachlorid (SiCl_{4}) und molekularem Wasserstoff (H_{2}) aus der Gasphase. Diese Reaktion wird durch Gold-Silicium-Tropfen katalysierte, die zuvor auf der Waferoberfläche abgeschieden wurden.

Im Folgenden soll das Wachstum eines Silicium-Nanodrahts durch den VLS-Mechanismus an einem Beispiel beschrieben werden.
Zunächst wird eine ca. 1 bis 10 nm dünne Goldschicht auf einem Silicium-Wafer (das Substrat) mit Hilfe der Sputterdeposition oder dem thermischen Verdampfen abgeschieden.
Anschließend wird der Wafer bei Temperaturen größer als der Temperatur des eutektischen Punkts von Au-Si (ca. 363 °C, bei einem Verhältnis Au:Si von 4:1) in einer Vakuum-Beschichtungsanlage erhitzt (bei einem solchen Eutektikum ist die Schmelztemperatur deutlich gegenüber der Schmelztemperatur der reinen Materialien reduziert). Dabei bilden sich auf der Waferoberfläche Tröpfchen aus einer Au-Si-Legierung, je dicker die Au-Schicht war, desto größer die Tröpfchen. Durchmesser und Position der Tropfen kann auch mit Hilfe einer fotolithografischen Strukturierung des Goldfilms kontrolliert werden.
Für das Wachstum von Nanodrähten werden nun geeignete Reaktionsgase in die Reaktionskammer der Vakuum-Beschichtungsanlage eingeleitet. Im Fall von Silicium ist dies beispielsweise Siliciumtetrachlorid (SiCl4) und molekularem Wasserstoff (H2). Dabei wirken die Au-Si-Tröpfchen katalytisch, das heißt, die Legierung senkt die für eine chemische Reaktion notwendige Aktivierungsenergie. So reagiert SiCl4 mit H2 an der Tropfenoberfläche bei niedrigeren Temperaturen als den sonst notwendigen Temperaturen höher als 800 °C in einem normalen CVD-Prozess. Weiterhin bilden sich keine Siliciumkeime auf der Oberfläche. Allerdings können sich bei Temperaturen oberhalb 363 °C Tröpfchen aus einer eutektischen Au-Si-Legierung bilden und Silicium aus der Gasphase bis zum Erreichen eines übersättigten Zustands von Silicium in Gold aufnehmen kann. Dabei kommt zugute, dass Gold bei allen Siliciumkonzentration bis zu 100 % Festkörper-Lösungen bildet.

Die Übersättigung des Legierungstropfens mit Siliciumatomen führt nun dazu, dass ein Teil des Silicium zu festen Kristalliten zusammenfügt, geschieht dies an der Grenzfläche zum festen Siliciumuntergrund entstehen die erwähnten Drahtstrukturen aus Silicium.

## Wachstumsmechanismus

### Tropfenbildung

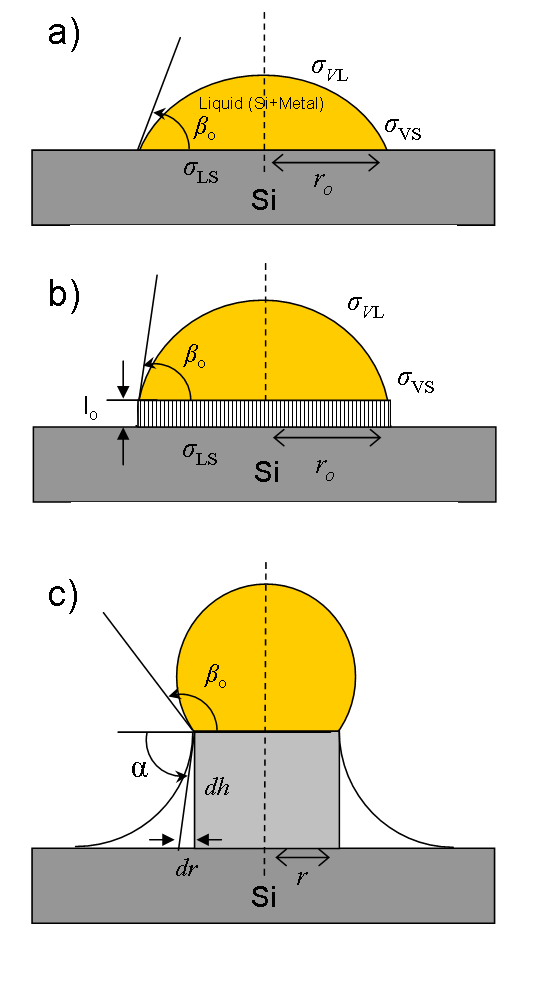
Schematische Darstellung der drei Phasen des Wachstums beim VLS-Mechanismus

Das verwendete Materialsystem, das Vorhandensein einer Oxidschicht auf dem Tropfen oder der Waferoberfläche sowie die Sauberkeit des Vakuumsystems (Kontaminationen) haben Einfluss auf die Größe der auf den Tropfen wirkenden Kräfte. Sie bestimmen wiederum die Form der Tröpfchen und somit die Gestalt der Nanodrähte.
Die Form des Tropfens, beispielsweise der Kontaktwinkel β0, kann zwar mathematisch modelliert werden, jedoch sind die während des Wachstums tatsächlich wirkenden Kräfte experimentell sehr schwer zu messen.
Dennoch ist die Form eines Katalysatortropfens an der Substratoberfläche durch ein Kräftegleichgewicht der Oberflächenspannung und der Flüssig-Fest-Grenzflächenspannung bestimmt. Der Radius des Tropfens variiert mit der Kontaktwinkel:
{\displaystyle R={\frac {r_{\mathrm {o} }}{\sin \left(\beta _{\mathrm {o} }\right)}}},
wobei r0 der Radius der Kontaktfläche und  β0 der Kontaktwinkel des Tropfens auf der Substratoberfläche ist.
Der Kontaktwinkel ergibt sich aus der Young-Laplace-Gleichung:
{\displaystyle \sigma _{\mathrm {1} }\cos(\beta _{\mathrm {o} })=\sigma _{\mathrm {s} }-\sigma _{\mathrm {ls} }-{\frac {\tau }{r_{\mathrm {o} }}}},
Der Kontaktwinkel ist abhängig von der Oberflächen- (σs) und Flüssig-Fest-Grenzflächen-Spannung (σls)  sowie eine zusätzliche Linienspannung (τ), die bei den sehr kleinen Tropfenradien nicht mehr vernachlässigbar ist. Zu Beginn des Wachstums vergrößert sich die Tropfenhöhe um den Betrag {\displaystyle dh} und der Radius der Kontaktfläche verringert um den Betrag {\displaystyle dr}. Mit weitergehenden Wachstum vergrößert sich auch der Neigungswinkel α an der Basis der Nanodrähte sowie der Kontaktwinkel β0:
{\displaystyle \sigma _{\mathrm {1} }\cos(\beta _{\mathrm {o} })=\sigma _{\mathrm {s} }\cos(\alpha )-\sigma _{\mathrm {ls} }-{\frac {\tau }{r_{\mathrm {o} }}}}.
Die Linienspannung hat daher großen Einfluss auf die Kontaktfläche des Katalysators. Das wichtigste Ergebnis aus dieser Schlussfolgerung ist, dass unterschiedliche Liniensspannungen zu in verschiedenen Wachstumsmoden führen. Sind die Linienspannungen zu groß, hat dies die Bildung von nanometergroßen Hillocks (spitzenförmig aus der Oberfläche herausragendes Material) zur Folge und damit das Ende des Wachstums.

### Durchmesser der Nanodrähte
Der Durchmesser der Nanodrähte hängt von den Eigenschaften der Legierungstropfen ab, so werden für Drähte mit Durchmessern im Nanometerbereich entsprechend große Legierungstropfen auf dem Substrat benötigt. Im Gleichgewichtsfall ist dies nicht möglich, da der minimale Radius eines solchen Metalltropfens sich wie folgt berechnet
{\displaystyle R_{\mathrm {min} }={\frac {2V_{l}}{RT\ln(s)}}\sigma _{lv}\,}
wobei Vl das molare Volumen des Tropfens, σlv die Oberflächenenergie der Flüssig-Gasförmig-Grenzfläche, und s der Übersättigungsgrad des Gases ist.
Diese Gleichungen schränkt den minimalen Durchmesser des Tropfens, und jedes Kristalls, der auf diese weise hergestellt wird, in der Regel deutlich über dem Nanometerbereich ein. Verschiedene Techniken wurden entwickelt, um kleinere Tröpfchen zu erzeugen. Darunter auch die Verwendung von monodispersen Nanopartikeln, die in geringer Verdünnung auf dem Substrat ausgebreitet wurden, und die Laserablation einer Substrat-Katalysator-Mischung.

### Wachstumskinetik
Während des VLS-Nanodrahtwachstums ist die Wachstumsrate abhängig vom Durchmesser: je größer der Durchmesser, desto schneller wächst der Nanodraht axial. Dies beruht auf der Tatsache, dass die Übersättigung des Metall-Legierung-Katalysators {\displaystyle \Delta \mu } die treibende Kraft für Wachstum ist und mit abnehmenden Durchmesser ebenfalls abnimmt (auch als Gibbs-Thomson-Effekt bekannt):
{\displaystyle \Delta \mu =\Delta \mu _{\mathrm {o} }-{\frac {4\alpha \Omega }{d}}}.
Δμ0 ist die Differenz zwischen dem chemischen Potential des abgeschiedenen Materials (im Beispiel Silicium) in der Dampfphase und in der festen Phase.
Δμ ist die anfängliche Differenz beim Whiskerwachstum (wenn {\displaystyle d\rightarrow \infty })
Weiterhin sind {\displaystyle \Omega } ist das Atomvolumen von Silicium und {\displaystyle \alpha } die spezifische freie Energie der Drahtoberfläche.
Aus der obigen Gleichung ergibt sich, dass kleinere Durchmesser (< 100 nm) kleinere Triebkräfte für das Wachstum aufweisen als große Drahtdurchmesser.